# Mensagem de Arecibo

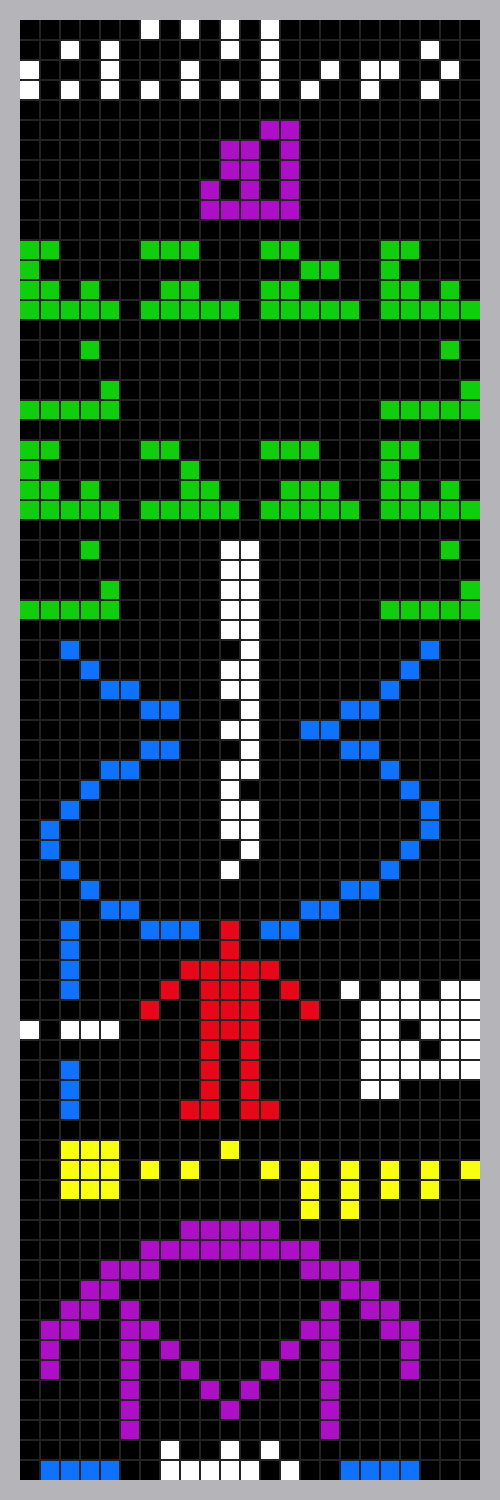
Mensagem de Arecibo, a cor foi adicionada apenas para separar por partes a mensagem e facilitar a compreensão, haja vista que a transmissão em binário não contém informação de cores.

A mensagem de Arecibo foi um sinal de rádio enviado ao espaço com o objetivo de transmitir a uma possível civilização extraterrestre, informações sobre o planeta Terra e a civilização humana. Foi concebida por Frank Drake com a ajuda de Carl Sagan e membros do National Astronomy and Ionosphere Center, usando o radiotelescópio porto-riquenho de Arecibo em 1974.
A transmissão foi feita como parte das cerimônias da atualização do radiotelescópio, que ganhara uma nova superfície refletora e um novo transmissor.
O sinal foi enviado as 17h00 GMT do dia 16 de novembro de 1974 e foi direcionado para o aglomerado globular estelar de Hércules (M13), situado a aproximadamente 25 mil anos luz de distância na constelação de Hércules, contendo da ordem de 300 mil estrelas.
A transmissão durou aproximadamente 3 minutos, foi feita na frequência de 2 380 MHZ e com uma  potência de 3 TW, sendo, até então, o sinal de rádio mais forte já irradiado da Terra.

## A mensagem
A mensagem consistia de 1679 caracteres binários ("0"s e "1"s). Esse número é o resultado da multiplicação de dois números primos: 73 e 23, o que, por sua vez, sugeria que poderiam ser dispostos em uma matriz bidimensional com 73 linhas e 23 colunas, formando uma figura.
Para diferenciar os dois caracteres ("0" e "1") o sinal de rádio de 2 380 MHz era chaveado entre duas frequências separadas por 75 Hz (portanto era um sinal modulado em frequência). Além disso, a frequência de transmissão era continuamente ajustada para corrigir o efeito Dopler causado pelos movimentos da Terra.

## Decodificando a mensagem
De forma resumida, a mensagem continha diversas "seções" com informações sobre a vida e a civilização humana: os números de 1 a 10; os números atômicos do hidrogênio, carbono, nitrogênio, oxigênio e fósforo; fórmulas para os açucares e bases dos nucleotídeos de ADN; o número de nucleotídeos; a dupla hélice de ADN; uma representação pictórica do ser humano com sua altura; a população da Terra; uma representação pictórica do sistema solar e uma representação do telescópio de Arecibo.

### Números
```
1 2 3 4 5 6 7 8  9  10
----------------------
0 0 0 1 1 1 1 00 00 00
0 1 1 0 0 1 1 00 00 10
1 0 1 0 1 0 1 01 11 01 
X X X X X X X X  X  X  <- marcador da coluna do dígito menos significativo
```

No topo havia a representação binária do número um até o número dez. Os números oito, nove e dez são apresentados em duas colunas. O objetivo disso é mostrar que números grandes podem ser representados em várias colunas (algo que ocorre em outros pontos ao longo da mensagem).

### Elementos do ADN
```
1 6 7 8 15
----------
0 0 0 1 1
0 1 1 0 1
0 1 1 0 1
1 0 1 0 1
X X X X X
```

A próxima seção contem os valores binários 1, 6, 7, 8 e 15 que indicam os números atómicos dos elementos primários para a constituição da vida na Terra: hidrogénio (H), carbono (C), nitrogénio (N), oxigénio (O) e fósforo (P) respectivamente.

### Nucleotídeos
```
Desoxirribose     Adenina     Timina     Desoxirribose
   (C
5
OH
7
)        (C
5
H
4
N
5
)    (C
5
H
5
N
2
O
2
)      (C
5
OH
7
)

  Fosfato                                   Fosfato
   (PO
4
)                                     (PO
4
)

Desoxirribose     Citosina    Guanina     Desoxirribose
   (C
5
OH
7
)        (C
4
H
4
N
3
O)   (C
5
H
4
N
5
O)       (C
5
OH
7
)

  Fosfato                                   Fosfato
   (PO
4
)                                     (PO
4
)
```

Entre as linhas 12 e 30 encontram-se 12 grupos com 5 números  (em verde). Os números representam a quantidade de átomos de hidrogênio, carbono, nitrogênio, oxigênio e fósforo respectivamente, das moléculas que formam os nucleotídeos do ADN.

### Dupla hélice
```
11
11
11
11
11
01
11
11
01                         
11
01
11
10
11
11
01
X
```

```
1111 1111 1111 0111 1111 1011 0101 1110 (binário) 
                        = 4,294,441,822 (decimal) 
```

Abaixo disto, (em azul) havia a representação gráfica da "dupla hélice" do ADN ao lado de uma "barra vertical" branca que indica o número dos nucleotídeos no ADN conhecidos na época (aprox. 4 bilhões).

### Humanos
```
    esquerda:                  direita:
        ^
        |
        |
        |                       X011011
                                 111111
      X0111                      110111
                                 111011
        |                        111111
        |                        110000
        v
```

```
                      1110 (binário) = 14 (decimal) - altura
000011 111111 110111 111011 111111 110110 (binário)
                          = 4,292,853,750 (decimal) - população
```

Diretamente abaixo da dupla hélice do ADN está uma representação do ser humano, com um corpo e dois braços e duas pernas. À direita da figura, está um valor (binário) da população da Terra, aproximadamente 4 bilhões em 1974. No lado esquerdo da forma humanóide existe um número binário correspondente à altura do ser humano (14) dado em unidade de comprimento de onda da frequência transmitida (12,6 cm), significando aproximadamente 1,76 m (14 x 12,6 m).

### Planetas
```
                  Terra
Sol Mercurio Vênus       Marte Jupiter Saturno Urano Neptuno Plutão
```

Na próxima seção está a representação simplificada do sistema solar. Ele mostra o Sol e oito planetas, além de Plutão (antes classificado com planeta), numa representação aproximada de tamanhos. Deixando salientado que o terceiro planeta, a Terra, é significativo em relação aos outros.

### Radiotelescópio
```
(em branco):  100101
        <---  111110X  --->
```

```
100101 111110 (binário) = 2,430 (decimal)
```

Na última seção está a representação do radiotelescópio de Arecibo, que é a estrutura curvada, centrada em relação à Terra, representada acima.
Abaixo, nas últimas duas linhas da mensagem, em branco, o úmero binário 100101111110 (2 430 em decimal), que representa o diâmetro da antena de Arecibo, dado em unidade de comprimento de onda da frequência transmitida (12,6 cm): 2 430 x 12,6 cm = 30 618 cm (306,18 m) ou aproximadamente 1 000 pés.